# Комбинатор неподвижной точки
Комбина́тор неподви́жной то́чки (или оператор неподвижной точки) — это комбинатор, нерекурсивная функция высшего порядка {\displaystyle Fix}, создающая неподвижную точку другой функции высшего порядка {\displaystyle G}, так что
{\displaystyle Fix(G)=G\,(Fix(G))=G\,(G\,(Fix(G)))=G\,(G\,(G\,(\ldots )))}
Наиболее известным комбинатором неподвижной точки является Y-комбинатор в λ-исчислении, введённый известным американским учёным Хаскеллом Карри как
{\displaystyle {\begin{aligned}Y&\equiv \lambda f.(\lambda x.xx)\ (\lambda x.f(xx))\\&=\lambda f.(\lambda x.f(xx))\ (\lambda x.f(xx))\\&=\lambda f.f((\lambda x.f(xx))\ (\lambda x.f(xx)))\end{aligned}}}
Иногда имя этого комбинатора ошибочно используется для обозначения вообще всех комбинаторов неподвижной точки.
Существует бесконечно много комбинаторов неподвижной точки, например
{\displaystyle {\begin{aligned}\Theta \ \equiv \ &(\lambda xf.xxf)\ (\lambda xf.f(xxf))\\Y{\text{′}}\equiv \ &(\lambda xf.xfx)\ (\lambda fx.f(xfx))\\\Theta _{4}\equiv \ &\lambda f.(\lambda x.xxx)\ (\lambda xy.f(xxx))\\Y_{K}\equiv \ &(\lambda x.xxxxxxxxxxxxxxxxxxxxxxxxxx)\\\ &(\lambda abcdefghijklmnopqstuvwxyzr.r(thisisafixedpointcombinator))\end{aligned}}}
и т.д. (здесь {\displaystyle \Theta } - это комбинатор Тьюринга).
Языки программирования, в которых допустим комбинатор неподвижной точки, позволяют использовать рекурсию анонимных функций без необходимости присвоения значения такой функции какой-либо переменной. В общем виде, имея функционал, описывающий "один шаг" рекурсивного вычисления, 
{\displaystyle G\triangleq \lambda \,r\,n.{\text{if }}\mathrm {base\_case} (n)\ \rightarrow \ n{\text{′}}\ {\text{else }}r\,n{\text{′}}{\text{′}}}
где {\displaystyle r} обозначает "остаток вычислений", {\displaystyle Y\,G} это соответствующая рекурсивная функция
{\displaystyle Y\,G\,n=G\,(Y\,G)\,n}
где вызов {\displaystyle r} будет происходить в зависимости от значения {\displaystyle n}. Но {\displaystyle r} получает как значение {\displaystyle Y\,G=G\,(Y\,G)}, и таким образом базисный вычислительный шаг {\displaystyle G} будет повторяться снова и снова, по мере необходимости, без ограничений, как определено значением аргумента:
{\displaystyle r\,n{\text{′}}{\text{′}}=Y\,G\,n{\text{′}}{\text{′}}=G\,(Y\,G)\,n{\text{′}}{\text{′}}}

## Теорема о неподвижной точке
И в λ-исчислении, и в комбинаторной логике для каждого терма {\displaystyle X} существует по крайней мере один терм {\displaystyle P} такой, что {\displaystyle P=XP}. И более того, существует комбинатор {\displaystyle Y} такой, что {\displaystyle YX=X(YX)}.